# Álvaro Brechner
Álvaro Brechner (ur. 9 kwietnia 1976 w Montevideo) – urugwajski reżyser, scenarzysta i producent filmowy, mieszkający na stałe w Hiszpanii. 
Dotychczas zrealizował trzy pełnometrażowe filmy fabularne: Zły dzień na wędkowanie (2009), Mr. Kaplan (2014) i Noc przez dwanaście lat (2018). Wszystkie miały swoje premiery na MFF w Cannes lub w Wenecji oraz były oficjalnymi kandydatami Urugwaju do Oscara dla najlepszego filmu nieanglojęzycznego.
Zasiadał w jury sekcji "Horyzonty" na 76. MFF w Wenecji (2019).